# Antanas Kaminskas
Antanas Zenonas Kaminskas (ur. 4 sierpnia 1953 w Taurogach) – litewski ekonomista, polityk, minister gospodarki w 1996.

## Życiorys
W 1976 ukończył studia ekonomiczne na Uniwersytecie Wileńskim. Po ukończeniu studiów pełnił funkcję kierownika wydziału w centrum informacyjno-obliczeniowym resortu usług komunalnych. Od 1982 do 1990 pracował w Państwowym Komitecie Planowania Litewskiej SRR na stanowiskach asystenta przewodniczącego, głównego ekonomisty wydziału i zastępcy kierownika wydziału. Od 1990 był zatrudniony w Ministerstwie Gospodarki, gdzie pełnił funkcje: kierownika działu usług (1990–1992), dyrektora departamentu prywatyzacji (1992–1995) oraz sekretarza ministerstwa (1995–1996).
19 marca 1996 został powołany na stanowisko ministra gospodarki w rządzie Laurynasa Stankevičiusa. Funkcję tę pełnił do 10 grudnia 1996.
Po odejściu ze stanowiska ministra pracował w biznesie, pełnił funkcję dyrektora generalnego w przedsiębiorstwach. Powrócił następnie do pracy w administracji państwowej. W latach 2001–2002 był szefem kancelarii rządu, a w latach 2002–2006 głównym doradcą premiera Algirdasa Brazauskasa. W 2006 został wicedyrektorem generalnym kolei litewskich Lietuvos geležinkeliai.
Członek Litewskiej Partii Socjaldemokratycznej. W wyborach parlamentarnych w 2008 z jej ramienia bez powodzenia ubiegał się o mandat poselski.